# De opwekking van Lazarus (Van Gogh)
De opwekking van Lazarus is een schilderij van Vincent van Gogh uit 1890. Hij baseerde zich voor deze uitbeelding van het Bijbelverhaal op een ets van Rembrandt uit circa 1632, waarbij hij Christus en de omstanders wegliet. Hij richtte alle aandacht op Lazarus en zijn twee zussen, die Jezus hadden gesmeekt hun broer te redden. Doordat sommige kleuren zijn verbleekt is het contrast tussen de koele grot met de figuren op de voorgrond en de zinderende hitte op de achtergrond deels verloren gegaan.

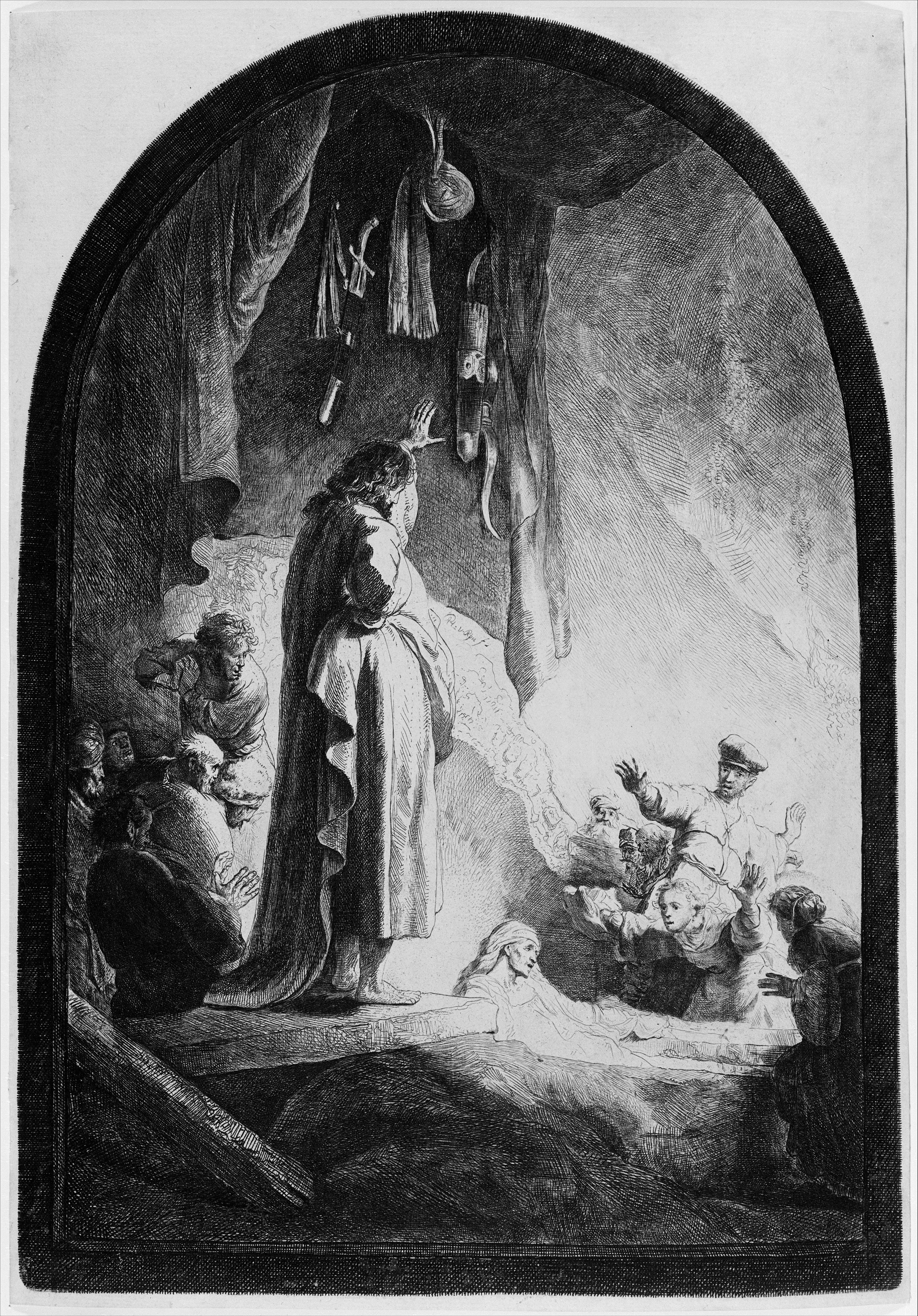
Rembrandt, De opwekking van Lazarus, ets, circa 1632, Metropolitan Museum of Art, New York

Van Gogh maakte het schilderij onder andere als herinnering aan zijn tijd in Arles toen hij eind 1888 na zijn eerste zenuwaanvallen in het ziekenhuis werd opgenomen. Op het schilderij heeft Van Gogh zichzelf uitgebeeld als Lazarus. Maria en Martha, de twee zussen van Lazarus, vergeleek hij met de twee vrouwen die hem destijds hadden bijgestaan en zijn herstel hadden bevorderd: Marie Ginoux (met donker haar) en Augustine Roulin (in de groene jurk). Beide vrouwen zijn meermaals door hem geportretteerd, respectievelijk als L'Arlésienne en La Berceuse.
Van Gogh beschreef het schilderij (met een schetsje ervan) in een brief aan zijn broer Theo van (circa) 2 mei 1890: "De dode en zijn twee zussen. De grot en het lijk zijn violet, geel, wit. De vrouw die de doek van het gezicht van de herrezene wegneemt, heeft een groene jurk en oranje haar, de ander heeft zwart haar en gestreepte kleding. Groen en roze. Erachter akkers, blauwe heuvels, een gele rijzende zon. De kleurencombinatie zou op dezelfde manier voor zichzelf moeten spreken als het clair-obscur van de ets." Hij vertelde verder dat hij graag een grotere versie ervan had gemaakt als zijn "modellen" uit Arles nog beschikbaar waren geweest.